# Northway (Alaska)
Northway es un lugar designado por el censo ubicado en el Área censal de Southeast Fairbanks en el estado estadounidense de Alaska. En el Censo de 2010 tenía una población de 71 habitantes y una densidad poblacional de 1,35 personas por km².

## Geografía
Northway se encuentra en las coordenadas 62°57′35″N 141°50′15″O / 62.95972, -141.83750. Según la Oficina del Censo de los Estados Unidos, Northway tiene una superficie total de 52.75 km², de la cual 48.49 km² corresponden a tierra firme y (8.08%) 4.26 km² es agua.

## Demografía
Según el censo de 2010, había 71 personas residiendo en Northway. La densidad de población era de 1,35 hab./km². De los 71 habitantes, Northway estaba compuesto por el 11.27% blancos, el 0% eran afroamericanos, el 78.87% eran amerindios, el 1.41% eran asiáticos, el 0% eran isleños del Pacífico, el 0% eran de otras razas y el 8.45% pertenecían a dos o más razas. Del total de la población el 0% eran hispanos o latinos de cualquier raza.